# Austin Football Club
Austin Football Club es un club de fútbol de Austin, Texas, Estados Unidos. Fue fundado en 2018 y participa desde 2021 en la Conferencia Oeste de la Major League Soccer. Juega de local en el Q2 Stadium.

## Historia
En octubre de 2017, el grupo operador del Columbus Crew SC, Precourt Sports Vantures, anunció su intención de crear una franquicia en Austin para la temporada 2019 de la MLS.
El 22 de agosto de 2018, el grupo reveló el nombre y el escudo del equipo. El escudo fue creado por el estudio The Butler Brothers de la ciudad de Austin, quienes explicaron que el escudo tiene el "Verde brillante" para "proyectar la vitalidad y la energía creativa de Austin", los robles entrelazados que "son las bases del lazo entre el club y la ciudad" y las cuatro ramas que son el norte, sur, este y oeste de Austin.
En octubre de 2018, inversionistas de Ohio que incluían a Jimmy y Dee Haslam, dueños de los Cleveland Browns de la National Football League, y Pete Edwards de Columbus, anunciaron sus intenciones de adquirir el Columbus Crew SC. Los dirigentes de la MLS sentenciaron que si la transferencia de los Crew es exitosa, Austin FC puede ser fundado y entrar a la MLS en 2021 como nuevo equipo de expansión.
El 15 de enero de 2019 se anunció oficialmente a Austin FC para el 2021. El club anunció que Josh Wolff será el primer entrenador del club.

## Cultura del club
Austin FC tiene actualmente cinco grupos de seguidores, Austinites FC (Fans Club), Austin Anthem, Los Verdes, Burnt Orange Brigade, junto con un grupo de New Braunfels, Oak Army New Braunfels.

## Propietarios y gerentes
Austin FC es propiedad de Two Oak Ventures, anteriormente conocido como Precourt Sports Ventures, que está dirigido por el director ejecutivo Anthony Precourt.  Otros socios inversores en Two Oak Ventures incluyen al actor Matthew McConaughey, el empresario local Eduardo Margain, el exejecutivo de Dell Marius Haas y el empresario energético Bryan Sheffield.

## Estadio

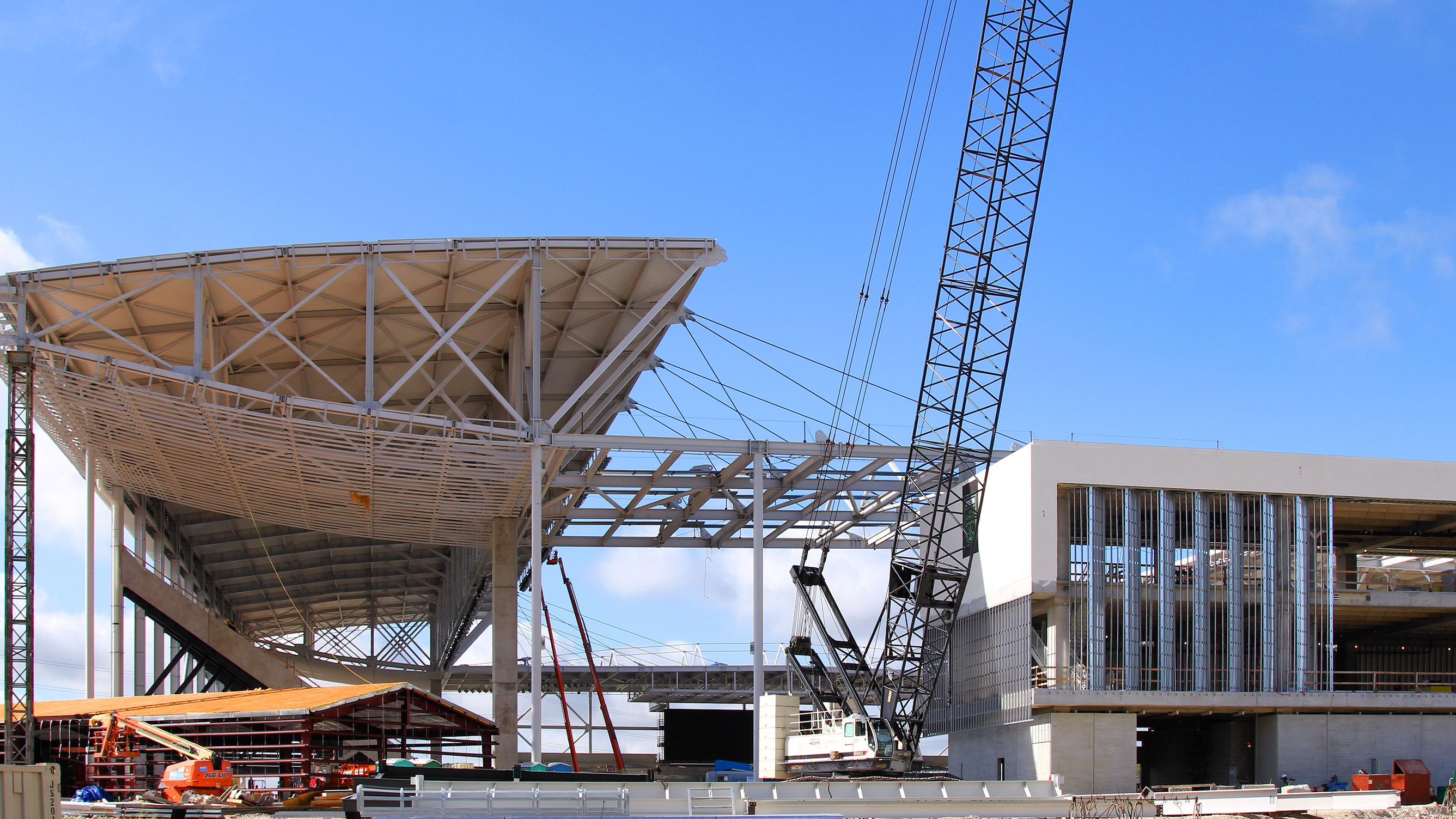
Obras de construcción del Q2 Stadium, sede del Austin FC, Austin, Texas, EE- UU. (Julio 2020)

Austin FC construyó su estadio en 10414 McKalla Place. Es operado por la ciudad de Austin y financiado con fondos privados de la Precourt Sports Ventures.

## Jugadores

### Apariciones
Actualizado al 30 de diciembre de 2024.
| # | Jugador        | Período | MLS | Playoffs | U.S. Open Cup | Internacional | Total |
| - | -------------- | ------- | --- | -------- | ------------- | ------------- | ----- |
| 1 | Brad Stuver    | 2020–   | 132 | 3        | 2             | 6             | 143   |
| 2 | Jon Gallagher  | 2020–   | 125 | 3        | 3             | 7             | 138   |
| 3 | Alexander Ring | 2020–24 | 127 | 3        | 2             | 5             | 137   |
| 4 | Daniel Pereira | 2021–   | 113 | 3        | 3             | 5             | 124   |
| 5 | Julio Cascante | 2021–   | 112 | 3        | 3             | 4             | 122   |

### Goleadores
Actualizado al 30 de diciembre de 2024.
| # | Jugador           | Período | MLS | Playoffs | U.S. Open Cup | Internacional | Total |
| - | ----------------- | ------- | --- | -------- | ------------- | ------------- | ----- |
| 1 | Sebastián Driussi | 2021–25 | 46  | 3        | 0             | 3             | 52    |
| 2 | Diego Fagúndez    | 2021–23 | 15  | 0        | 1             | 1             | 17    |
| 3 | Alexander Ring    | 2020–24 | 12  | 0        | 0             | 1             | 13    |
| 4 | Ethan Finlay      | 2022–24 | 11  | 0        | 0             | 1             | 12    |
| 5 | Jon Gallagher     | 2020–   | 12  | 0        | 0             | 0             | 12    |

### Fichajes más caros
| Lugar | Nombre            | Procedencia   | Año  | Costo         |
| ----- | ----------------- | ------------- | ---- | ------------- |
| 1     | Myrto Uzuni       | Granada CF    | 2025 | $12 Millones  |
| 2     | Brandon Vazquez   | Monterrey     | 2025 | $9.6 Millones |
| 3     | Osman Bukari      | Estrella Roja | 2024 | $7 Millones   |
| 4     | Sebastián Driussi | Zenit         | 2021 | $6.4 Millones |
| 5     | Emiliano Rigoni   | Sao Paulo     | 2022 | $3.6 Millones |

### Ventas más caras
| Lugar | Nombre            | Destino                | Año  | Costo         |
| ----- | ----------------- | ---------------------- | ---- | ------------- |
| 1     | Sebastián Driussi | River Plate            | 2025 | $9.7 Millones |
| 2     | Johan Romaña      | Guaraní                | 2024 | $289 Mil      |
| 3     | Diego Fagúndez    | LA Galaxy              | 2023 | $273 Mil      |
| 4     | Nick Lima         | New England Revolution | 2023 | $255 Mil      |
| 5     | Kamal Miller      | Montreal Impact        | 2020 | $205 Mil      |

## Entrenadores

### Cronología de los entrenadores
- Josh Wolff (2021-2024)
- Nico Estévez (2024-presente)